# Которски морнари
„Которски морнари“ је југословенски филм из 1980. године. Режирао га је Фриц Борнеман, а сценарио је писао Радослав Ротковић.

## Радња
Фебруара месеца 1918. године у Боки Которској је избио највећи устанак аустријских морнара. Четрдесет ратних бродова са 6.000 морнара побунило се против аустријске монархије. Устанак је крваво угушен после два дана, а вођа устанка стрељан.

## Улоге
| Глумац            | Улога            |
| ----------------- | ---------------- |
| Петар Банићевић   | Трулeц           |
| Александар Берчек | Јeрко Сизгoрић   |
| Ото Клеменс       | Поручник фрeгaтe |
| Драгомир Чумић    | Мaтe Врничeвић   |
| Игор Гало         | Антон Грабар     |
| Волфганг Лохсе    | Капетан фрегате  |
| Витeслав Јaндак   | Сеп Криц         |
| Горан Султановић  | Заставник Шесан  |
| Улрих Тајн        | Франц Раш        |
| Петер Штурм       | Фон Гусек        |